# Кент (острво)
Кент (енгл. Kent Island) је острво САД које припада савезној држави Мериленд. Површина острва износи 82 km². Према попису из 2000. на острву је живело 16812 становника.